# 阿爾卑斯 (喬治亞州)
阿爾卑斯（英語：Alps）是位於美國喬治亞州梅里韋瑟縣的一個非建制地區。該地的面積和人口皆未知。

## 地理
阿爾卑斯的座標為33°08′53″N 84°36′12″W / 33.14806°N 84.60333°W，而該地的平均海拔高度為259米（即850英尺）。